# Тадеуш Пісевич
Тадеуш Еугеніуш Пісевич (пол. Tadeusz Eugeniusz Pisiewicz, 21 січня 1903, Львів — 1970) — архітектор.

## Біографія
Народився 21 січня 1903 року у Львові. 1927 року закінчив архітектурний факультет Львівської політехніки Від 16 березня 1929. до 1931 року був членом Політехнічного товариства у Львові. Входив також до створеної 1932 року Львівської професійної спілки митців-пластиків. Член Спілки польських архітекторів. Працював у Глівіцькому бюро проєктів промислового будівництва. Проєктував споруди у стилях кубізму, функціоналізму, ар деко. Помер 1970 року.

## Роботи
- Народний дім у Рогатині (1926)[8].
- Триповерхова прибудова (так звана «біла» чоловіча школа)[9] до львівської тривіальної школи святої Марії Магдалини у стилі модерн з елементами кубізму на нинішній вулиці Чупринки, 1 у Львові (1928). Нині — ліцей № 10 імені святої Марії Магдалени Львівської міської ради[9][10][11].
- III місце серед 113 претендентів на конкурсі типових проектів малої станції для залізничної лінії «Śląsk—Gdynia» (1928, співавтор А. Кшивоблоцький)[12].
- Проєкт житлового бараку (фактично — двоповерхового будинку) у Львові. Виконаний 1929 року на замовлення комісара уряду. Із цього приводу опублікував статтю, де критично оцінив доцільність будівництва бараків у сучасних умовах[13].
- II місце на конкурсі проєктів типових приватних житлових будинків для нових дільниць Варшави (1930)[14].
- Двоповерховий будинок Міського осередку здоров'я громадської опіки на Замарстинові. Будівництво завершено 1930 року. Керував спорудженням Владислав Кубіш[15].
- Дім студентів ветеринарії розі на нинішніх вулиць Басараб та Водогінної у Львові (1931)[11]. Нині — гуртожиток № 1 Львівського національного університету ветеринарної медицини та біотехнологій імені Степана Ґжицького.
- Проєкт реставрації костелу кармелітів босих у Більшівцях, керівництво роботами на початковому етапі. Роботи велись із перервами протягом 1929—1933 років.[16].
- Гімназія імені Королеви Ядвіги у стилі функціоналізму на нинішній вулиці Свєнціцького, 15 у Львові (1930—1938, споруджував Адольф Каменобродський). У подвір'ї був запроєктований дім директора школи, нереалізований. Нині це львівська середня загальноосвітня школа № 27[10][17] імені Юрія Вербицького.
- Вілла на вулиці Мишуги, 36 у Львові (1937—1938)[18].
- Нереалізований проєкт критого ринку на площі Зерновій у Львові (1920-ті—1930-ті, співавтори Збігнєв Жепецький, Адам Козакевич)[19].
- Готель у Ворохті (1939)[8].
- Костел Непорочного Зачаття на вулиці Красицького, 20 у Дубецьку (1934—1956)[2].